# Walter Schmid (Prähistoriker)
Walter Schmid, geboren als Franc Schmid (* 18. Januar 1875 in Gehsteig bei Krainburg / Gastej pri Kranju; † 24. März 1951 in Graz) war ein österreichischer Prähistoriker.

## Leben
Schmid besuchte das Gymnasium in Laibach und studierte anschließend Rechtswissenschaften an der Universität Wien. Ende 1894 brach er auf Wunsch der Eltern das Studium ab und trat in das Benediktinerstift Admont ein. Dort erhielt er den Namen Walter und legte 1898 das Ordensgelübde ab. Bis 1899 studierte er im Stift Theologie, ab 1900 dann an der Universität Graz Geschichte und Geographie. 1904 wurde er promoviert.
Schmid wechselte ins Benediktinerstift St. Paul in Kärnten und trat 1904 aus dem Orden aus. Von 1905 bis 1909 arbeitete er als Kustos im Krainischen Landesmuseum Rudolfinum in Laibach. 1908 trat Schmid zum evangelischen Glauben über und heiratete Erika Franziska Gauster, die von ihm schwanger war. Bis 1912 leitete er die Ausgrabungen im antiken Emona, 1912 wurde er habilitiert, erhielt den Titel eines „Landesarchäologen“ und arbeitete zunächst ehrenamtlich am Landesmuseum Joanneum in Graz. Dort leitete er ab 1916 dann das Münzen- und Antikenkabinett. Im Oktober 1919 erhielt Schmid ein Extra-Ordinariat für Archäologie der Prähistorie und der römischen Provinzialkultur an der Universität Graz. In der NS-Zeit wollte er dieses ab 1938 in ein Ordinariat für Vor- und Frühgeschichte umwandeln. 1943 wurde er von seinen Aufgaben entbunden, nachdem er zuvor ein Disziplinarverfahren gegen sich selbst eingeleitet hatte. Zwischen 1945 und 1946 war Schmid nur noch kurz an der Universität Graz tätig, bevor er 1946 in den Ruhestand versetzt wurde.
Schmid war an zahlreichen bedeutenden Ausgrabungen im nordöstlichen Slowenien beteiligt. Seine Methoden, Interpretationen und Grabungsergebnisse waren von Anfang an umstritten.

## Veröffentlichungen (Auswahl)
- Emona. Bd. 1: Mit einem Beitrag von Otto Cuntz: Römische Inschriften aus Emona. Kleinmayr und Bamberg, Wien; Laibach 1914.
- Die römische Savebrücke bei Emona. In: Jahrbuch für Altertumskunde (1913), S. 189–192.
- Die Ringwälle des Bacherngebietes. Bd. 2. Hölder, Pichler, Tempsky, Wien 1924 (Mitteilungen der Prähistorischen Kommission der Akademie der Wissenschaften zu Wien; 2,4).
- Südsteiermark im Altertum. Universitäts-Buchdruckerei Styria, Graz 1925.
- Norisches Eisen. Springer, Wien u. a. 1932 (Beiträge zur Geschichte des österreichischen Eisenwesens; Abt. 1,2).
- Noreia: Zusammenfassung der Grabungsergebnisse 1929–1932. In: Mannus: deutsche Zeitschrift für Vor- und Frühgeschichte. Bd. 24 (1932), S. 183–196.
- Die Fürstengräber von Klein Glein in Steiermark. In: Prähistorische Zeitschrift. Bd. 24 (1933), Heft 3/4, S. 219–282.
- Der Kultwagen von Strettweg. Kabitzsch, Leipzig 1934 (Führer zur Urgeschichte; 12).
- Die Ringwälle des Bacherngebietes. In: Mitteilungen der Prähistorischen Kommission der Akademie der Wissenschaften zu Wien. Bd. 2 (1937), S. 229–305, 365–391.
- Die älteste Südgrenze des Deutschen Reiches: Der Teufelsgraben in Bachsdorf bei Lebring. In: Germanen-Erbe: Monatsschrift für deutsche Vorgeschichte. Bd. 3 (1938), Heft 5, S. 141–143.
- Der frühhallstättische Hortfund von Schönberg in Steiermark. In: Germania: Anzeiger der Römisch-Germanischen Kommission des Deutschen Archäologischen Instituts. Bd. 24 (1940), Heft 3, S. 195–204.